# Seria E.636 FS
Seria E.636 – seria lokomotyw elektrycznych używanych przez włoskie Ferrovie dello Stato, produkowana w latach 1940–1962. Lokomotywy tego typu zostały wycofane z użytkowania w 2006 roku.

## Historia
E.636 miały zastąpić wprowadzone w latach 30. lokomotywy uniwersalne FS E.626 i pasażerskie FS E.326. E.636 była pierwszą włoską lokomotywą z układem osi Bo-Bo-Bo i dwuczęściowym pudłem z przegubem nad środkowym wózkiem. Układ taki był później stosowany także w lokomotywach FS E.645/E.646 i FS E.656. Przyjęty układ osi był związany z położeniem znacznej części włoskich tras kolejowych w górach. Lokomotywy E.636 mogły być wyposażone w przekładnie o przełożeniu 21:65 zapewniające prędkość maksymalną 95 km/h (lokomotywy obsługujące ciężkie składy towarowe) lub 28:65 zapewniające prędkość maksymalna 120 km/h (lokomotywy obsługujące pociągi pasażerskie).
Lokomotywy E.626 wyprodukowano w trzech seriach:
- pierwsza seria (lokomotywy numer 001-108) w latach 1940–1942
- druga seria (109-243) w latach 1952–1956
- trzecia seria (001-008) w latach 1957–1962

Pierwsza lokomotywa E.636 weszła do służby w maju 1940 roku. Łącznie zbudowano 469 lokomotyw tej serii. Sześć z nich zostało zniszczonych w czasie działań wojennych i w wypadkach kolejowych po wojnie. 
Lokomotywy serii E.636 były używane jeszcze na początku XXI wieku. Pomimo że były już wówczas przestarzałe, nadal obsługiwały składy towarowe na Sycylii. Część z nich została także przekazana mniejszym włoskim przedsiębiorstwom kolejowym. Ostatnie lokomotywa serii została wycofana z użycia w maju 2006 roku.